# Sukhoj Su-17
Sukhoj Su-17 (russisk: Сухой Су-17, NATO-rapporteringsnavn: Fitter) er en jagerbomber udviklet af flykonstruktionsvirksomheden Sukhoj i det daværende Sovjetunionen. Flyet er udviklet på grundlag af jagerbomberen Sukhoj Su-7. Su-17 blev taget i aktiv tjeneste i Sovjetunionen i 1970 og blev i versionerne Su-20 og Su-22 efterfølgende eksporteret til en lang række lande i Østeuropa og i Mellemøsten. Flyet gør fortsat tjeneste i Rusland, Angola, Syrien, Vietnam, Yemen og i NATO-landet Polen.

## Udvilking
Som følge af ønsker om at forbedre specifikationerne for jagerbomberen Su-7B ved lave hastigheder og start/landing, designede Sukhoj i 1963 en prototype med variabel pilgeometri baseret på en Su-7BM. Flyet fik betegnelsen Su-7IG Su-7IG fløj første gang den 2. august 1966 med V. S. Iljusjin i cockpittet. Flyet var det første sovjetiske fly med variabel pilgeometri. Testen viste, at hastigheden ved start og landing var blevet reduceret med 50–60 km/t sammenlignet med den konventionelle Su-7.
Flyet, der blev sat i produktion fik navnet Su-17 (NATO designation "Fitter-C", fabriksbetegnelse S-32) og fik det uofficielle navn Strizj (Стриж, svalen) i tjenesten. Udover den nye vinge adskilte flyet sig fra sin forgænger Su-7 ved at have et nyt canopy og et ombygget skrog med mulighed for ekstra brændstof og forbedrede flyveegenskaber. Den færdige Su-17 fløj første gang den 1. juli 1969 med E. K. Kukusjev i cockpittet.
Der er produceret i alt 2.867 Su-17'ere og dens versioner (Su-20 og Su-22), hvoraf 1.165 blev eksporteret til i alt 15 nationer.

## Operativ historie

### Sovjetunionen/Rusland
Su-17 påbegyndte tjeneste i Sovjetunionens luftvåben i 1970. Flyet blev benyttet af de sovjetiske styrker i forbindelse med Sovjetunionens invasion af Afghanistan i 1980. Invasionen skete til støtte for den daværende kommunistiske regering i Afghanistan, hvis luftvåben ligeledes benyttede flyet. Brugen af flyet gav problemer som følge af de mange højtbeliggende flybaser, ligesom varme og støv medførte operative problemer. Mange landinger endte med eksploderede dæk, ligesom bremserne ofte brød i brand. En række uheld og nedbrud skete som følge af varmen og indtrængen af sand og støv i flyets mekaniske dele.
Den senere udviklede AL-21F-motor viste sig dog at kunne modstå sand og brændstof forurenet med sand, og i 1985 var flåden af Su-17 fly mere flyvedygtig end det sovjetiske luftvåbens flåde af Su-25'ere og helikoptere. Den første udgave af Su-17'erne blev hurtigt udskiftet med de mere brugbare Su-17M3 og Su-17M4. På trods af flyenes robusthed og lasteevne viste de sig dog mindre egnede i kamp i de bjergrige områder på grund af flyets høje stallhastighed og beskedne navigationsevne. Dertil kom, at flyet var dårligt beskyttet mod anti-luftskyts. På grundlag af de indhentede erfaringer fik flyet under tjenesten yderligere beskyttelse af motor, hydraulik og brændstofsystem, men pansringen var fortsat utilstrækkelig sammenlignet med Su-25'erne.
Fremkomsten af bærbare luftværnsmissiler (MANPADS) som det sovjetiske Strela 2 (indsmuglet fra Egypten) og de amerikanske FIM-43 Redeye og senere FIM-92 Stinger udgjorde en ny trussel og tvang Su-17-flyene til at operere i endnu større højde. Dette i kombination med, at flyene blev udstyret med 12 udsenderne af flares, der affyredes automatisk under angreb, viste sig effektivt, og i 1985 gik kun en enkelt Su-17 tabt pga. ild fra jorden.
Som følge af, at flyet måtte operere 3500–4000 m over jorden, ophørte Su-17'erne med at benytte ustyrede raketter og gik i stedet over til at anvende bomber, herunder termobariske våben, og Su-25 overtog i stedet opgaverne med præcisionsangreb. Mod slutningen af krigen blev de fleste Su-17'ere udskiftet med Mikoyan-Gurevich MiG-27'erne for at kunne teste den nye MiG-27 som jagerbomber.
Su-17M3/4 blev benyttet under den Første Tjetjenske krig sammen med Sukhoj Su-24'erne og Sukhoj Su-25'erne til at udføre angreb på jorden samt rekognisering.
Med henblik på at eliminere jagerbombere med kun én motor fra det russiske luftvåben, trak Ruslands luftvåben de sidste Su-17M4'erne og MiG-23 og MiG-27'ere ud af tjeneste i 1998.
Omkring 550 fly er fortsat i tjeneste verden over.

## Operatører

### Nuværende operatører
- Angolas luftvåben anvender otte Su-22.
- Polens luftvåben anvender 12 Su-22M4 og 6 Su-22UM3. Polen har oprindeligt erhvervet 110 Su-22, de vil dog blive erstattet af den købte F-35.
- 50 Su-22 indgik i Syriens luftvåben før borgerkrigen i Syrien.
- Vietnam benytter 38 Su-22M4.[5]
- Yemen har oprindelig anskaffet sig 50 Su-22, hvoraf en del fortsat er aktive.

## Sammenlignelige fly
- Sukhoj Su-7
- A-7 Corsair II
- IAR 93
- SEPECAT Jaguar
- Soko J-22 Orao
- Nanchang Q-5

## Eksterne links
- Beskrivelse på FAS
- Liste over Su-17 (Su-20 og Su-22) kampfly anvendt af Polens luftvåben Arkiveret 12. oktober 2008 hos  Wayback Machine
- from Russian Military Analysis
- Su-22M4 i panora view
- Su-22 Fitter i højkvalitetsfoto